# Kurmarchia

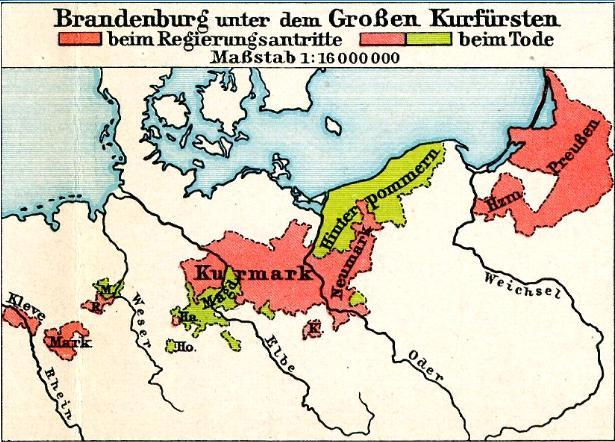
Kurmarchia w 1688

Marchia Elektorska (daw. Kurmarchia, niem. Kurmark) – niegdyś główna część Marchii Brandenburskiej o powierzchni 24 600 km², stanowiąca jądro późniejszego państwa pruskiego. 
Dzieliła się na Starą Marchię z miastem Stendal, Marchię Bliższą (Prignitz) z miastem Perleberg, Marchię Środkową (Średnią) z miastami Brandenburg i Berlin, a także Marchię Wkrzańską z miastem Prenzlau (Przęcław) oraz posiadłości Beeskow i Storkow.